# Summerland (TV-serie)
Summerland var en amerikansk TV-serie som visades på den amerikanska kanalen The WB. Serien visades mellan 1 juni 2004 och 18 juli 2005.

## Skådespelare
- Lori Loughlin som Ava Gregory
- Shawn Christian som Johnny Durant
- Merrin Dungey som Susannah Rexford
- Ryan Kwanten som Jay Robertson
- Jesse McCartney som Bradin Westerly
- Kay Panabaker som Nikki Westerly
- Nick Benson som Derrick Westerly
- Taylor Cole som Erika Spalding
- Zac Efron som Cameron Bale
- Sara Paxton som Sarah Borden

## Filmteam
- Skapare: Lori Loughlin & Stephen Tolkin
- Producent: Lori Loughlin
- Exekutiva producenter: Remi Aubuchon, Stephen Tolkin, E. Duke Vincent och Aaron Spelling

## Handling
Modedesignern Ava bor i Playa Linda, en strandort i Kalifornien, USA med sina tre bästa vänner: hennes fd pojkvän Johnny, den australienska surfaren Jay och kollegan Susannah.
Hon lever ett bekymmersfritt liv, men plötsligt dör hennes syster och dennas man i en tragisk olycka. När testamentet offentliggörs visar det sig att Avas systers innersta önskan var att barnen skulle hamna under Avas tillsyn.
Sextonårige Bradin (Jesse McCartney) har sin egen sorg att bearbeta men han gör sitt bästa för att hjälpa sina yngre syskon. Trettonåriga Nikki (Kay Panabaker) som alltid avgudat sin moster känner plötsligt en stor vrede mot Avas försök att ta deras mors plats. Åttaårige Derrick har stora problem med att försöka förstå liv och död.
Ava vänder sig till sina vänner för hjälp med att uppfostra sina nya barn och Susannahs mångsidighet och beslutsamhet, Johnnys fadergestalt och Jays livfullhet kommer väl till pass.

## Historik
Summerland var en del av den sommarexplosion som uppdagades efter Fox succé med OC. Den första säsongen - med 13 avsnitt - visades mellan juni och augusti 2004, och var en relativt stor succé. 
Men när säsong 2 skulle visas i februari 2005 verkade intresset ha svalnat och The WB deklarerade att inga fler säsonger skulle produceras.
I Sverige visades Summerland på Kanal 5.